# Inmigración eslovena en Venezuela
Los eslovenos al igual que los croatas arribaron a Venezuela después de la Segunda Guerra Mundial.

## Historias
Los primeros eslovenos llegaron a Venezuela entre ambas guerras mundiales, aunque en un número pequeño, que se estima en unas 50 personas. Un grupo más numeroso de inmigrantes eslovenos llegó a Venezuela en los años posteriores a la Segunda Guerra Mundial, seguidos hasta fines de los años 50 por un gran número de personas, en su mayoría de Primorska. Esta emigración estaba motivada por la insatisfacción con las condiciones económicas y en parte con las condiciones políticas, por el afán de aventuras y por los vínculos existentes con los eslovenos en Venezuela. Sobre la base de distintas fuentes y testimonios se estima que hasta el año 1960 llegaron a Venezuela entre 550 y 800 eslovenos.
En el año 1958 llegó a Venezuela desde la Argentina el sacerdote esloveno Janez Grilc, quien demostró ser un excelente organizador. Ese mismo año comenzaron las misas en idioma esloveno, también las peregrinaciones con marcadas cualidades nacionales, les siguieron los encuentros sociales y culturales. En el año 1966 se fundó formalmente en Caracas la asociación »Sv. Ciril in Metod«, de cuyos eventos participaban entre 100 y 150 personas. La presidenta actual de la asociación lleva en cargo ya hace más de 10 años. Ellos organizan las peregrinaciones, el Día de San Nicolás y la conmemoración de la independencia de Eslovenia.
La Asociación fue dueña por un tiempo de su propia sede, que luego fue vendida, debido principalmente a la dispersión de los eslovenos en la ciudad capital y el país, a los escasos medios financieros y al pequeño número de integrantes de la comunidad. En el mismo período se fundó en Valencia la asociación Ilirija, existiendo también datos acerca del funcionamiento en el pasado de la asociación Slovenija en Puerto Cabello. De las actividades del sacerdote esloveno en Caracas da testimonio la calle que lleva su nombre en Chacao. La avenida »Slovenija« en la ciudad turística Higuerote da testimonio de la presencia eslovena en Venezuela.